# 文化通り (福島市)

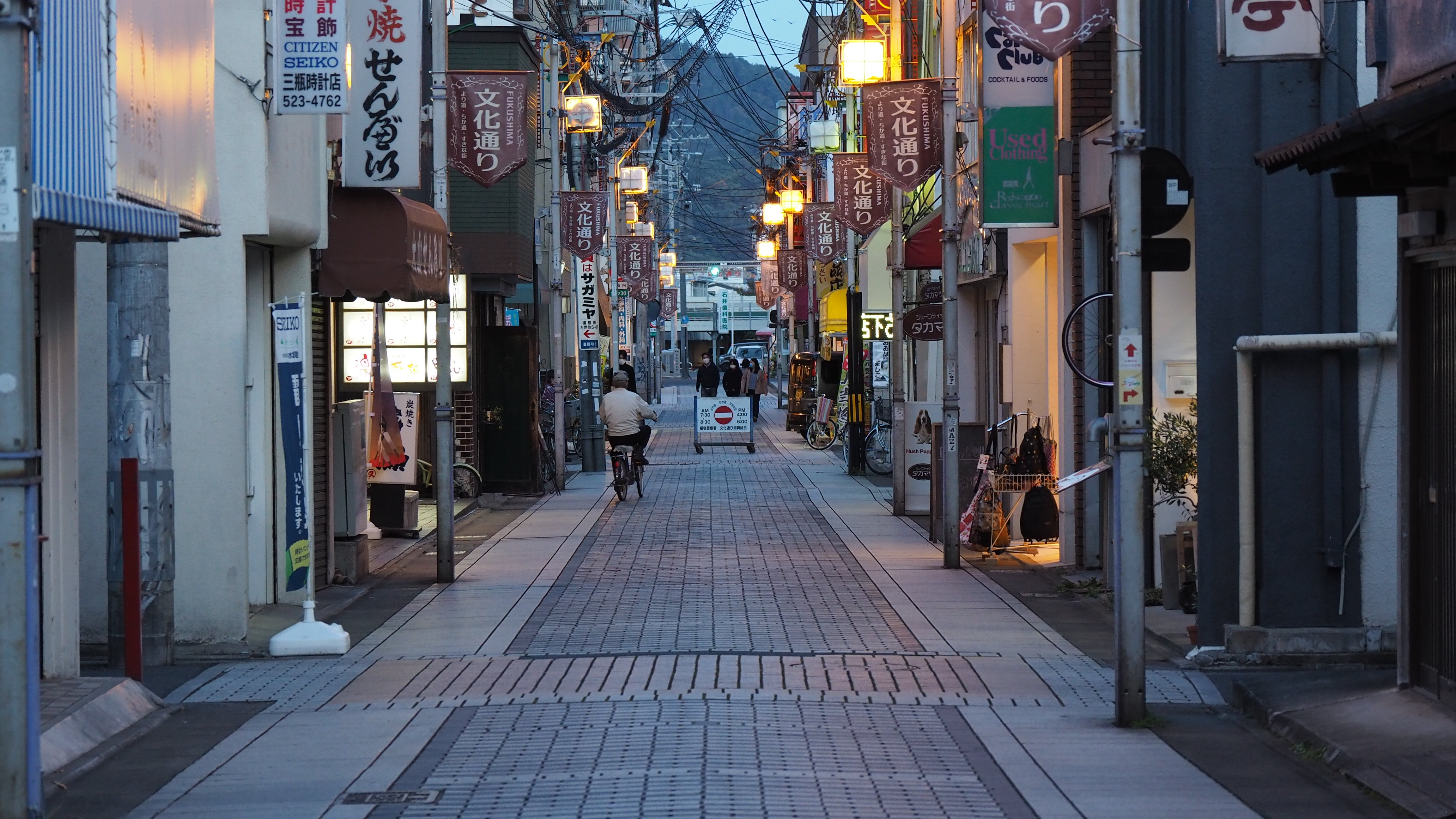
文化通り (福島市)

文化通り（ぶんかどおり）は、福島県福島市にある市道の通称である。

## 概要

### 路線データ
- 起点：福島市置賜町
- 終点：福島市新町・大町
- 全長：約250メートル[1]

### 概要の詳細
福島市道60161号栄町上町線のうち、吾妻通りから続く、市内置賜町のパセオ470交点から新町・大町の県庁通り交点に至る区間を指す。全線が置賜町から新町へ東に向かう1車線の一方通行の道路である。福島駅から終点にある福島稲荷神社への西参道としての役割も持ち、旧来は「石屋小路」と呼ばれていた。現在でも沿線には市民交流施設「石屋小路ホール」があり、名残を残している。
福島市内のコミュニティ道路では比較的早期に整備された道路で、路面はヨーロッパ風の石畳の舗装となっている。東端部の一部を除き歩道はないが、夕方の時間帯には歩行者天国となり、車両の通行が禁止される。250メートルの区間に約70店舗が並び、以前は寺院や桶屋、食料品店や婦人服店などがあったが、近年は若者向けの衣料品店や雑貨店が多く見られるようになった。8月の福島七夕まつりや、10月の福島稲荷神社例大祭では車両通行止めにされ露店が立ち並ぶなど、中心市街地での催事の会場となる道路の一つである。

## 沿線
- 福島置賜町郵便局：脇道に60メートルほど入った地点である。
- 石屋小路ホール：福島県による「活力ある商店街支援事業」によって2006年（平成18年）度に空き店舗（もともとは鮮魚店だった）を改修整備した上で開業した賑わい創出のための市民交流施設である[3]。
- NTT東日本福島支店：出入り口は角を曲がった先の県庁通りに面している。
- 福島稲荷神社